# Arcane (phim truyền hình)
Arcane (tên khác là Arcane: Liên minh huyền thoại) là một loạt phim truyền hình hoạt hình người lớn thuộc thể loại hành động-phiêu lưu steampunk do Christian Linke và Alex Yee sáng tạo được phát hành trên Netflix. Loạt phim được sản xuất bởi xưởng phim hoạt hình Fortiche dưới sự giám sát của Riot Games. Lấy bối cảnh trong vũ trụ Liên Minh Huyền Thoại, phim tập trung vào mối quan hệ giữa hai chị em Vi và Powder (sau này là Jinx). Loạt phim được thông báo phát hành tại lễ kỷ niệm mười năm Liên Minh Huyền Thoại vào năm 2019, và mùa đầu tiên được phát hành từ ngày 6 đến ngày 20 tháng 11 năm 2021. Mùa thứ hai, cũng là mùa cuối cùng, được phát hành từ ngày 9 đến ngày 23 tháng 11 năm 2024.
Mùa đầu tiên nhận được sự khen ngợi rộng nhờ các yếu tố kỹ thuật hoạt họa, cốt truyện, xây dựng thế giới, phân cảnh hành động, nhân vật, cảm xúc, âm thanh và lồng tiếng. Mùa thứ hai cũng nhận được những đánh giá rất tích cực, với những lời khen ngợi cho yếu tố hoạt hình, hình ảnh và diễn xuất lồng tiếng, mặc dù nhịp độ phim nhận về ý kiến trái chiều. Một số ý kiến cho rằng loạt phim thu hút cả những khán giả chưa từng chơi Liên minh Huyền Thoại lẫn người hâm mộ lâu năm của trò chơi. Tại thời điểm ra mắt, Arcane đứng đầu bảng xếp hạng Netflix Top 10 Chart tại 52 quốc gia. Một số nhà phê bình và ấn phẩm đánh giá đây là một trong những phim chuyển thể trò chơi điện tử xuất sắc nhất từng được thực hình. Vào năm 2022, Arcane trở thành loạt phim truyền hình trực tuyến đầu tiên nhận được Giải Primetime Emmy cho Chương trình Hoạt Hình Xuất sắc nhất và cũng đoạt Giải Annie cho Sản xuất Truyền hình Hoạt hình dành cho Khán giả đại chúng Xuất sắc nhất.

## Tiền đề
Mọi huyền thoại đều có sự khởi đầu của nó. Từ những nhà sáng tạo của trò chơi đình đám, loạt phim Arcane là câu chuyện kể về hành trình của hai vị tướng mang tính biểu tượng là Vi và Jinx cũng như một cuộc nội chiến đang âm thầm bùng nổ của hai thành phố nổi tiếng là Piltover giàu có và Zaun đầy rẫy áp bức.

## Lồng tiếng

### Vai chính
- Hailee Steinfeld trong vai Vi/Violet[8]
- Ella Purnell trong vai Powder/Jinx[8]
  - Mia Sinclair Jenness lồng tiếng vai Powder lúc trẻ
- Kevin Alejandro lồng tiếng vai Jayce Talis[8]
  - Faustino Duran trong vai Jayce Talis lúc trẻ
- Katie Leung lồng tiếng vai Caitlyn[8]
  - Molly Harris trong vai Caitlyn lúc trẻ
- Toks Olagundoye trong vai Mel Medarda[8]
  - Imogen Faires trong vai Mel Medarda lúc trẻ
- Harry Lloyd trong vai Viktor[8]
  - Edan Hayhurst trong vai Viktor lúc trẻ
- Jason Spisak lồng tiếng vai Silco và Pim (mùa 1)[8]
- JB Blanc trong vai Vander[8] / Warwick và Bolbok (mùa 1)
- Reed Shannon trong vai Ekko[8]
  - Miles Brown trong vai Ekko lúc trẻ
- Mick Wingert trong vai Cecil B. Heimerdinger và Heenot (mùa 2)[8]
- Ellen Thomas trong vai Ambessa Medarda[8]
- Brett Tucker trong vai Tiến sĩ Corin Reveck / Singed[8]
- Amirah Vann trong vai Sevika (mùa 2; vai phụ mùa 1)[8]
- Josh Keaton trong vai Deckard[8]

### Vai phụ

##### Mùa 1
- Shohreh Aghdashloo trong vai Cảnh vệ binh Grayson[8]
- Remy Hii trong vai Marcus (mùa 1) và Tobias Kiramman[9]
- Mara Junot trong vai Shoola và Jules
- Josh Keaton trong vai Deckard (mùa 1) và Salo
- Bill Lobley trong vai Huck
- Yuri Lowenthal trong vai Mylo[8]
- Dave B. Mitchell trong vai Vern, Hoskel (mùa 1) và Harold
- Roger Craig Smith trong vai Claggor[8]
- Fred Tatasciore trong vai Benzo và Master Crafter[8]
- Erica Lindbeck trong vai Elora
- Abigail Marlowe trong vai Cassandra Kiramman, Eve (mùa 1) và Renni
- Kimberly Brooks trong vai Sky Young và Margot (mùa 2)
- Miyavi trong vai Finn (mùa 1)

#### Mùa 2
- Earl Baylon trong vai Loris
- Robbie Daymond trong vai Scar (câm ở mùa 1)
- Stewart Scudamore trong vai Rictus (câm ở mùa 1)
- Katy Townsend trong vai Maddie Nolan
- Lucy Lowe trong vai Isha
- Ashley Holliday trong vai Gert
- Minnie Driver trong vai Phù Thủy Ảo Ảnh

### Khách mời
- Imagine Dragons trong vai ban nhạc The Last Drop (mùa 1)[10]
- JID vai rapper The Last Drop (mùa 1)
- Ray Chen trong vai nghệ sĩ độc tấu hòa nhạc của dàn nhạc (mùa 1)
- Krizia Bajos trong vai Ximena Talis (mùa 1)
- Mira Furlan trong vai Babette (mùa 1)[11]
- Salli Saffioti vai Amara
- Lenny Citrano trong vai Smeech
- Lex Lang trong vai Chross (câm trong mùa 1)
- Eve Lindley trong vai Lest (mùa 2)
- Jeannie Tirado as Felicia (mùa 2)
- Keston John as Kino Medarda (mùa 2)

## Tập phim
| Mùa | Mùa | Số tập | Số tập | Phát hành gốc       | Phát hành gốc        |
| Mùa | Mùa | Số tập | Số tập | Phát hành lần đầu   | Phát hành lần cuối   |
| --- | --- | ------ | ------ | ------------------- | -------------------- |
|     | 1   | 9      | 9      | 6 tháng 11 năm 2021 | 20 tháng 11 năm 2021 |
|     | 2   | 9      | 9      | 9 tháng 11 năm 2024 | 23 tháng 11 năm 2024 |

### Mùa 1 (2021)
| Màn 1 |   |                                           |                                |                                |                      |
| 1 | 1 | "Chào mừng đến sân chơi"                  | Pascal Charrue & Arnaud Delord | Christian Linke & Alex Yee     | 6 tháng 11 năm 2021  |
| Cặp chị em mồ côi Vi và Powder mang rắc rối đến cho những con phố thuộc thế giới ngầm của Zaun sau vụ trộm ở khu Piltover xa hoa.                                          |   |                                           |                                |                                |                      |
| 2 | 2 | "Có một số bí ẩn không nên lật mở"        | Pascal Charrue & Arnaud Delord | Nick Luddington                | 6 tháng 11 năm 2021  |
| Nhà phát minh giàu lý tưởng Jayce tìm cách khai thác phép thuật qua khoa học bất chấp lời cảnh báo của người thầy. Trùm tội phạm Silco thử nghiệm một chất đầy quyền năng. |   |                                           |                                |                                |                      |
| 3 | 3 | "Sự bạo lực cơ bản cần thiết để thay đổi" | Pascal Charrue & Arnaud Delord | Ash Brannon                    | 6 tháng 11 năm 2021  |
| Cuộc đấu hoành tráng giữa các đối thủ cũ mang đến khoảnh khắc định mệnh cho Zaun. Jayce và Viktor đánh cược tất cả vì công trình nghiên cứu của mình.                      |   |                                           |                                |                                |                      |
| Màn 2 |   |                                           |                                |                                |                      |
| 4 | 4 | "Chúc mừng Ngày Tiến Bộ!"                 | Pascal Charrue & Arnaud Delord | David Dunne                    | 13 tháng 11 năm 2021 |
| Jayce và Viktor cân nhắc bước đi tiếp theo khi Piltover phát đạt nhờ công nghệ của họ. Một gương mặt quen thuộc tái xuất từ Zaun để tàn phá.                               |   |                                           |                                |                                |                      |
| 5 | 5 | "Ai cũng muốn thành kẻ thù của ta"        | Pascal Charrue & Arnaud Delord | Amanda Overton                 | 13 tháng 11 năm 2021 |
| Cảnh Vệ Binh Caitlyn tự ý lùng sục trong thế giới ngầm để truy tìm Silco. Jayce tự biến mình thành mục tiêu khi tìm cách loại bỏ nạn tham nhũng tại Piltover.              |   |                                           |                                |                                |                      |
| 6 | 6 | "Khi những bức tường này sụp đổ"          | Pascal Charrue & Arnaud Delord | Alex Yee                       | 13 tháng 11 năm 2021 |
| Người học trò hăng hái làm giảm uy tín của thầy với hội đồng khi công nghệ phép thuật nhanh chóng phát triển. Bị chính quyền truy đuổi, Jinx phải đối diện với quá khứ.    |   |                                           |                                |                                |                      |
| Màn 3 |   |                                           |                                |                                |                      |
| 7 | 7 | "Tên nhóc cứu tinh"                       | Pascal Charrue & Arnaud Delord | Nick Luddington                | 20 tháng 11 năm 2021 |
| Caitlyn và Vi gặp một đồng minh trên những con phố của Zaun và tham gia trận chiến khốc liệt với một kẻ thù chung. Viktor đưa ra một quyết định khó khăn.                  |   |                                           |                                |                                |                      |
| 8 | 8 | "Dầu và nước"                             | Pascal Charrue & Arnaud Delord | Ben St. John & Mollie St. John | 20 tháng 11 năm 2021 |
| Người thừa kế bị chối bỏ Mel trao đổi chiến thuật tác chiến với mẹ mình khi bà đến thăm. Caitlyn và Vi tạo một liên minh bất đắc dĩ. Jinx có sự thay đổi đáng kinh ngạc.   |   |                                           |                                |                                |                      |
| 9 | 9 | "Con quái vật ngươi tạo ra"               | Pascal Charrue & Arnaud Delord | Christian Linke & Alex Yee     | 20 tháng 11 năm 2021 |
| Bên bờ vực chiến tranh, các nhà lãnh đạo của Piltover và Zaun cùng đưa ra một tối hậu thư. Nhưng một tình thế bế tắc định mệnh sẽ thay đổi cả hai thành phố mãi mãi.       |   |                                           |                                |                                |                      |

### Mùa 2 (2024)
| Màn 1 |   |                                    |                                                               |                                   |                      |
| 10 | 1 | "Vương miện nặng nề"               | Arnaud Delord, Bart Maunoury, Pascal Charrue, Etienne Mattera | Amanda Overton                    | 9 tháng 11 năm 2024  |
| Vi và Caitlyn vật lộn tìm cách ứng phó tốt nhất sau khi thảm kịch khủng khiếp cướp đi nhiều sinh mạng và khiến căng thẳng leo thang giữa hai thành phố song sinh.               |   |                                    |                                                               |                                   |                      |
| 11 | 2 | "Xem tất cả cháy rụi"              | Arnaud Delord, Bart Maunoury, Marietta Ren                    | Nick Luddington                   | 9 tháng 11 năm 2024  |
| Khi Piltover đã sẵn sàng cho chiến tranh, Thành phố ngầm cân nhắc các lựa chọn. Jinx tránh gây chú ý và lên kế hoạch cho nước đi tiếp theo. Cuộc trò chuyện quan trọng diễn ra. |   |                                    |                                                               |                                   |                      |
| 12 | 3 | "Cuối cùng cũng gọi đúng tên"      | Arnaud Delord, Bart Maunoury, Christelle Abgrall              | Henry Jones                       | 9 tháng 11 năm 2024  |
| Caitlyn tăng cường truy lùng Jinx. Ambessa chấp nhận cuộc gặp định mệnh. Những thay đổi ở Zaun dẫn đến khám phá động trời.                                                      |   |                                    |                                                               |                                   |                      |
| Màn 2 |   |                                    |                                                               |                                   |                      |
| 13 | 4 | "Phủ xanh cả thành phố"            | Arnaud Delord, Bart Maunoury, Marietta Ren                    | Graham McNeill                    | 16 tháng 11 năm 2024 |
| Khi tin đồn về sự trở lại của Jinx lan truyền, Ambessa truy đuổi mục tiêu của mình với nhiệt huyết mới. Jinx và Sevika cải trang và liều lĩnh lẻn vào "hang cọp".               |   |                                    |                                                               |                                   |                      |
| 14 | 5 | "Vết rộp và nền đá cứng"           | Arnaud Delord, Bart Maunoury                                  | Kristina Felske, Giovanna Sarquis | 16 tháng 11 năm 2024 |
| Vi tỉnh dậy và biết được tin tức bất ngờ. Một cuộc hội ngộ đầy bất ổn lại không giống như vẻ bề ngoài. Caitlyn lật mở nguồn gốc của Shimmer.                                    |   |                                    |                                                               |                                   |                      |
| 15 | 6 | "Thông điệp ẩn giấu bên trong mẫu" | Arnaud Delord, Bart Maunoury                                  | Alex Yee                          | 16 tháng 11 năm 2024 |
| Một gương mặt quen thuộc giúp chữa lành ở nơi xa lạ. Màn phản bội chấn động đe dọa thay đổi vô số cuộc sống.                                                                    |   |                                    |                                                               |                                   |                      |
| Màn 3 |   |                                    |                                                               |                                   |                      |
| 16 | 7 | "Xem như đó là lần đầu"            | Arnaud Delord, Bart Maunoury                                  | Amanda Overton                    | 23 tháng 11 năm 2024 |
| Một khoảnh khắc đen tối, một khoảnh khắc lóe sáng... và một viễn cảnh về Điều có thể đã xảy ra.                                                                                 |   |                                    |                                                               |                                   |                      |
| 17 | 8 | "Giết chóc là một vòng lặp"        | Arnaud Delord, Bart Maunoury                                  | Alex Yee, Amanda Overton          | 23 tháng 11 năm 2024 |
| Một cơn bão đang hình thành tạo nên hàng loạt biến đổi đáng kinh ngạc. Ở nơi khác, mong muốn nổi loạn vẫn bùng cháy.                                                            |   |                                    |                                                               |                                   |                      |
| 18 | 9 | "Bụi bẩn dưới móng tay"            | Arnaud Delord, Bart Maunoury                                  | Alex Yee, Christian Linke         | 23 tháng 11 năm 2024 |
| Ma thuật. Khoa học. Sức mạnh. Trả thù. Các số phận giao thoa trong chương cuối hoành tráng này, châm ngòi cho một cuộc chiến toàn diện.                                         |   |                                    |                                                               |                                   |                      |

## Quảng bá
Vào ngày 1 tháng 11 năm 2021, có thông báo rằng Riot Games sẽ tổ chức một buổi lễ ra mắt cho Arcane thông qua các sự kiện tại tất cả các trò chơi của họ bao gồm Liên minh huyền thoại, Huyền thoại Runeterra, Đấu trường chân lý, Liên minh huyền thoại: Tốc chiến và Valorant như một phần của một buổi kỷ niệm lớn hơn được gọi là RiotX Arcane.
Nhiều sự hợp tác khác với trò chơi không phải của Riot cũng đã được tổ chức như PUBG Mobile hay trang phục của Jinx trong Fortnite và Among Us. Ngoài ra cũng có sự hợp tác với những trò chơi cùng hãng như Valorant bao gồm sự kiện Arcane Collector. Đây là gói trò chơi phiên bản giới hạn có sẵn từ ngày 5 tháng 11 đến ngày 22 tháng 11 năm 2021 bao gồm the Arcane Mysteries Card, Jinx Title, Tag! You're Dead! Spray, Monkey Business Buddy và the Arcane Sheriff  được dựa trên Zap Gun của Powder (Jinx) trong Liên Minh Huyền Thoại.
Ngày 6 tháng 11 năm 2021, trong buổi ra mắt toàn cầu, Riot Games đã phát trực tuyến tập đầu tiên trên nền tảng Twitch. Một số nhà sáng tạo nội dung cũng được Riot Games cấp phép phát trực tuyến ba tập đầu tiên của loạt phim, ngoài ra người xem còn được nhận những phần quà của trò chơi trong thời gian công chiếu. Buổi ra mắt đã đạt được cột mốc 1,8 triệu lượt người xem đồng thời trên Twitch.

## Sản xuất
Tháng 9 năm 2021, có thông báo về việc Hailee Steinfeld, Ella Purnell, Kevin Alejandro, Katie Leung, Jason Spisak, Toks Olagundoye, JB Blanc và Harry Lloyd sẽ tham gia lồng tiếng cho phim.

## Phát hành
Lịch phát hành ban đầu của phim được dự kiến vào năm 2020 nhưng do sự ảnh hưởng của đại dịch COVID-19, phim bị dời lịch sang phát hành sang năm 2021. Ngày 6 tháng 11 năm 2021, phim được chính thức phát hành trên nền tảng Netflix song song tại Trung Quốc trên nền tảng Tencent Video, loạt phim bao gồm 9 tập, được chia làm 3 tuần chiếu với mỗi tuần là 3 tập phim.

## Tiếp nhận
Trên trang web tổng hợp đánh giá phim Rotten Tomatoes, phim thành công nhận được 100% cà chua tươi với điểm đánh giá trung bình là 8.8/10 dựa trên 12 bài đánh giá. Hầu hết tất cả các nhà phê bình đều đồng thuận rằng: "Arcane gây ấn tượng đầu tiên rất hấp dẫn, là sự kết hợp hoàn hảo, ngoạn mục giữa hoạt hình 2D và 3D với một câu chuyện hấp dẫn về mặt cảm xúc để mang đến một trò chơi điện tử chuyển thể có thể trở thành huyền thoại."

## Giải thưởng & đề cử
| Năm  | Giải thưởng                                             | Hạng mục                                                                                    | Đề cử viên | Kết quả   | Ref.   |
| ---- | ------------------------------------------------------- | ------------------------------------------------------------------------------------------- | --- | --------- | ------ |
| 2022 | Liên hoan phim Hoạt hình Quốc tế Annecy                 | Chương trình Truyền hình Xuất sắc nhất                                                      | "Khi những bức tường này sụp đổ" | Đề cử     | [ 25 ] |
| 2022 | Giải Annie                                              | Chương trình Truyền hình/Phát sóng dành cho Khán giả đại chúng Xuất sắc nhất                | "Khi những bức tường này sụp đổ" | Đoạt giải | [ 26 ] |
| 2022 | Giải Annie                                              | Thành tựu Xuất sắc về Hiệu ứng Hoạt hình trong Chương trình Truyền hình/Phát sóng Hoạt hình | Guillaume Degroote, Aurélien Ressencourt, Martin Touzé, Frédéric Macé và Jérôme Dupré ("Dầu và nước") | Đoạt giải | [ 26 ] |
| 2022 | Giải Annie                                              | Thành tựu Xuất sắc về Hoạt họa nhân vật trong Chương trình Truyền hình/Phát sóng Hoạt hình  | Léa Chervet ("Con quái vật ngươi tạo ra") | Đoạt giải | [ 26 ] |
| 2022 | Giải Annie                                              | Thành tựu Xuất sắc về Thiết kế Nhân vật trong Chương trình Truyền hình/Phát sóng Hoạt hình  | Evan Monteiro ("Có một số bí ẩn không nên lật mở") | Đoạt giải | [ 26 ] |
| 2022 | Giải Annie                                              | Thành tựu Xuất sắc về Đạo diễn trong Chương trình Truyền hình/Phát sóng Hoạt hình           | Pascal Charrue, Arnaud Delord và Barthelemy Maunoury ("Con quái vật ngươi tạo ra") | Đoạt giải | [ 26 ] |
| 2022 | Giải Annie                                              | Thành tựu Xuất sắc về Thiết kế Sản xuất trong Chương trình Truyền hình/Phát sóng Hoạt Hình  | Julien Georgel, Aymeric Kevin, và Arnaud Baudry ("Chúc mừng Ngày Tiến Bộ!") | Đoạt giải | [ 26 ] |
| 2022 | Giải Annie                                              | Thành tựu Xuất sắc về Kịch bản Phân cảnh trong Chương trình Truyền hình/Phát sóng Hoạt hình | Simon Andriveau ("Khi những bức tường này sụp đổ") | Đoạt giải | [ 26 ] |
| 2022 | Giải Annie                                              | Thành tựu Xuất sắc về Lồng tiếng trong Chương trình Truyền hình/Phát sóng Hoạt hình         | Ella Purnell ("Khi những bức tường này sụp đổ") | Đoạt giải | [ 26 ] |
| 2022 | Giải Annie                                              | Thành tựu Xuất sắc về Biên kịch trong Chương trình Truyền hình/Phát sóng Hoạt hình          | Christian Linke và Alex Yee ("Con quái vật ngươi tạo ra") | Đoạt giải | [ 26 ] |
| 2022 | Giải thưởng Âm nhạc Billboard                           | Soundtrack Hàng đầu                                                                         | Nhiều nghệ sĩ | Đề cử     | [ 27 ] |
| 2022 | Giải thưởng Biên tập phim Anh Quốc - Bậc thầy Cắt dựng  | Loạt phim Hoạt hình Biên tập Xuất sắc nhất                                                  | Ivan Bilancio, Gilad Carmel, Roberto Fernandez, Lawrence Gan, Martin Jay, Benjamin Massoubre, Ernesto Matamoros Cox, Nazim Meslem, Emmanuel Pilinski, and David Ian Salter                                                                            | Đoạt giải | [ 28 ] |
| 2022 | Giải Dorian                                             | Chương trình Hoạt hình Xuất sắc nhất                                                        | Arcane | Đề cử     | [ 29 ] |
| 2022 | Giải thưởng Cuộn phim Vàng                              | Biên tập Âm thanh Xuất sắc nhất – Hoạt Hình Không Chiếu Rạp                                 | Brad Beaumont, Eliot Connors, Alexander Temple, Shannon Beaumont, Alexander Ephraim, Dan O' Connell, John Cucci và Alex Seaver ("Khi những bức tường này sụp đổ")                                                                                     | Đoạt giải | [ 30 ] |
| 2022 | Giải thưởng Truyền hình của Hiệp hội Phê bình Hollywood | Loạt phim Truyền hình Trực tuyến hoặc Phim lẻ Truyền hình Xuất sắc nhất                     | Arcane | Đoạt giải | [ 31 ] |
| 2022 | Giải thưởng Hugo                                        | Trình bày Kịch tính Xuất sắc nhất, Thời lượng Ngắn                                          | Christian Linke, Alex Yee, Conor Sheehy, Ash Brannon, Pascal Charrue và Arnaud Delord ("Con quái vật ngươi tạo ra") | Đề cử     | [ 32 ] |
| 2022 | Giải Nghệ thuật Sáng tạo Primetime Emmy                 | Chương trình Hoạt hình Xuất sắc nhất                                                        | Christian Linke, Marc Merrill, Brandon Beck, Jane Chung, Thomas Vu, Jerôme Combe, Melinda Wunsch Dilger, Pascal Charrue, Arnaud Delord, Alex Yee, Ash Brannon, Conor Sheehy, Barthelemy Maunoury, and David Lyerly ("Khi những bức tường này sụp đổ") | Đoạt giải | [ 33 ] |
| 2022 | Giải Nghệ thuật Sáng tạo Primetime Emmy                 | Biên tập Âm thanh cho Loạt phim Hài hoặc Chính kịch (30 phút) Xuất sắc nhất                 | Brad Beaumont, Eliot Connors, Shannon Beaumon, Alex Ephraim, Alexander Temple, Alex Seaver, Dan O'Connel, and John Cucci ("Khi những bức tường này sụp đổ")                                                                                           | Đề cử     | [ 33 ] |
| 2022 | Giải Nghệ thuật Sáng tạo Primetime Emmy                 | Thành tựu Cá nhân Xuất sắc trong Tác phẩm Hoạt hình                                         | Bruno Couchinho (thiết kế bối cảnh) ("Khi những bức tường này sụp đổ") | Đoạt giải | [ 34 ] |
| 2022 | Giải Nghệ thuật Sáng tạo Primetime Emmy                 | Thành tựu Cá nhân Xuất sắc trong Tác phẩm Hoạt hình                                         | Julien Georgel (định hướng nghệ thuật) ("Chúc mừng Ngày Tiến Bộ!") | Đoạt giải | [ 34 ] |
| 2022 | Giải Nghệ thuật Sáng tạo Primetime Emmy                 | Thành tựu Cá nhân Xuất sắc trong Tác phẩm Hoạt hình                                         | Anne-Laure To (hoạ sĩ kịch bản màu) ("Tên nhóc cứu tinh") | Đoạt giải | [ 34 ] |
| 2022 | Giải Sao Thổ                                            | Loạt phim Hoạt hình Truyền hình Xuất sắc nhất                                               | Arcane | Đề cử     | [ 35 ] |
| 2022 | The Game Awards                                         | Tác phẩm Chuyển thể Xuất sắc                                                                | Arcane | Đoạt giải | [ 36 ] |
| 2024 | The Game Awards                                         | Tác phẩm Chuyển thể Xuất sắc                                                                | Arcane | Đề cử     | [ 37 ] |